# Премьер-министр Ирландии
Премье́р-мини́стр Ирла́ндии или Ти́шек (ирл. Taoiseach na hÉireann, [t̪ˠiːʃəx]) — премьер-министр или глава правительства, лицо, определяющее политику государства, назначается президентом Республики по представлению Дойл Эрен, нижней палаты Эряхтас (парламента) и должен, чтобы оставаться на своем посту, сохранить поддержку большинства в Дойл Эрен.
Слово тишек (taoiseach) в переводе с ирландского означает «вождь» или «лидер» и было принято в Конституции Ирландии 1937 года в качестве титула «главы правительства или премьер-министра». Тишек является официальным названием должности главы правительства Ирландии на английском и ирландском, и не используется для обозначения премьер-министров других стран (которые на ирландском языке называются Príomh Aire). Ирландская форма An Taoiseach иногда используется в английском языке вместо Taoiseach. За пределами Ирландии принято обозначать эту должность как премьер-министр Ирландии.

## Обзор
В соответствии с Конституцией Ирландии Тишек номинируется простым большинством голосов нижней палаты ирландского парламента из числа её членов. Затем президент подписывает указ о назначении кандидата без возможности отклонить предложенную кандидатуру. По этой причине часто говорят, что Тишек «избран» Дойл Эрен.
Если Тишек потеряет поддержку большинства в Дойл Эрен, то либо уходит в отставку либо убеждает президента распустить нижнюю палату. Президент может отказаться от роспуска и, по сути, заставить Тишека уйти в отставку; на сегодняшний день ни один президент не воспользовался этой прерогативой, хотя этот вариант возник в 1944 и 1994 годах, а затем дважды в 1982 году. Тишек может потерять поддержку Дойл Эрен в результате принятия вотума недоверия или косвенно из-за отказа депутатов голосовать за вотум доверия; или, в качестве альтернативы, нижняя палата может проголосовать против правительственного проекта бюджета. В случае отставки Тишек продолжает выполнять свои обязанности и функции до назначения преемника.
Тишек назначает остальных членов правительства, которые затем, с согласия Дойл Эрен, утверждаются президентом. Тишек также может рекомендовать президенту отстранять министров кабинета от должности, при этом президент должен следовать его рекомендации по соглашению. Тишек также несёт ответственность за назначение 11 из 60 членов Сенад Эрен, верхней палаты ирландского парламента.
Департамент Тишека (ирл. Roinn an Taoisigh, англ. Department of the Taoiseach) является правительственным департаментом, который поддерживает и консультирует Тишека при выполнении его обязанностей.

### Оплата труда
С 1 октября 2018 года базовый оклад Тишека составляет €94 535, дополнительное надбавка — €104 601, в сумме — €199 136. В 2011 году оклад Тишека был сокращён с 214 187 евро до 200 000 евро, а в 2013 году до 185 350 евро.

### Резиденция
Официальной резиденции у Тишека нет. В 2008 году сообщалось, что Стюардс Лодж в Фармли, рядом с Феникс-парком (Дублин), станет официальной резиденцией ирландского премьер-министра; однако с тех пор не было никаких официальных заявлений и никаких действий. Дом является частью поместья Фармли, ранее дублинской резиденции семьи Гиннесс, приобретённого государством в 1999 году за €29,2 млн и был отремонтирован Управлением общественных работ в 2005 году за почти €600 000. 11-й Тишек Берти Ахерн (1997—2008) не использовал Стюардс Лодж как место жительства, а его преемник Брайан Коуэн (2008—2011) использовал его «время от времени».

## История

### Происхождение и этимология
Слова тишек и тониште (Tánaiste; заместитель премьер-министра, вице-премьер) ирландские и имеют древнее происхождение. Хотя тишек описывается в Конституции Ирландии как «глава правительства или премьер-министр», его буквальный перевод — вождь или лидер. Хотя Имон де Валера, который ввёл эти названия в 1937 году, не был ни фашистом, ни диктатором, иногда отмечалось, что он сделал название похожим на названия должностей фашистских диктаторов того времени, таких как фюрер (Гитлер), дуче (Муссолини) и каудильо (Франко). Слово тониште в ирландском обозначает «наследник вождя» и связано с гэльской системой наследования, в соответствии с которой лидер при жизни назначает преемника.
В шотландском гэльском языке tîiseach переводится как глава клана, и оба слова первоначально имели сходные значения в гэльских языках Шотландии и Ирландии) имеет сходное происхождение и значение Слово тишек имеет сходное происхождение и значение с валлийским слово tywysog (текущее значение: принц). Предполагается, что оба они в конечном счете происходят от пракельтского towissākos («вождь, лидер»).
Множественное число от taoiseach — taoisigh (t̪ˠiːʃiː).
Хотя ирландская форма An Taoiseach иногда используется в английском языке вместо «Taoiseach», англоязычная версия Конституции Ирландии гласит, что он или она «будет называться … Taoiseach».

### Спор о названии
В 1937 году, когда в Дойле обсуждали проект Конституции Ирландии, оппозиционный политик Фрэнк Макдермот предложил поправку, чтобы заменить в английском тексте Конституции слово «Taoiseach» на «Prime Minister», сохранив ирландское название только в тексте на ирландском языке. Инициатор мотивировал своё предложение сложностью слова для правильного произношения и нежеланием оттолкнуть население ирландского Севера. Президент Исполнительного совета Имон де Валера выступил против. Предложенная поправка была отклонена при голосовании.

### Современное положение

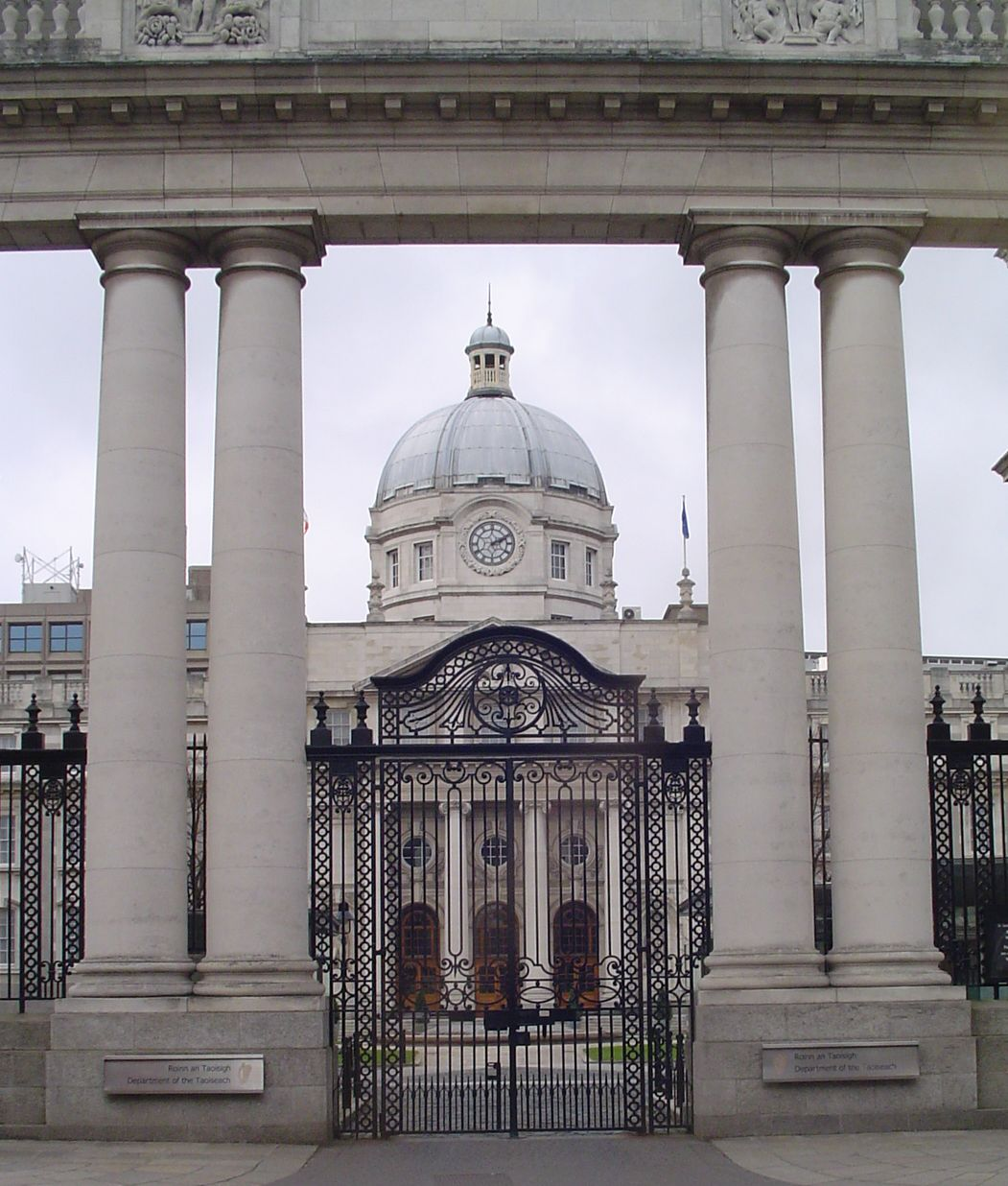
Департамент Тишека и Правительственные здания, Меррион-стрит, Дублин

Современное положение Тишека было установлено Конституцией Ирландии 1937 года и является самой влиятельной ролью в ирландской политике. Эта должность заменила пост президента Исполнительного совета Ирландского Свободного государства 1922—1937 годов.
Позиции Тишека и президента Исполнительного Совета различались. В соответствии с Конституцией Ирландского Свободного государства, последний был наделён значительно меньшими полномочиями и был в основном председателем правительства. Например, президент Исполнительного совета не мог уволить коллегу-министра по собственной инициативе. Вместо этого Исполнительный совет должен был быть распущен и полностью преобразован, чтобы удалить члена. Президент Исполнительного совета также не имел права посоветовать генерал-губернатору распустить нижнюю палату.
В отличие от президента Исполнительного Совета, Тишек, чья должность была создана в 1937 году, играет гораздо более важную роль. Он имеет право рекомендовать президенту уволить министров и распустить парламент по собственному усмотрению, при этом президент почти всегда обязан соблюдать рекомендации Тишека в соответствии с конвенцией. Его роль значительно повышена, поскольку в соответствии с Конституцией он является де-юре и де-факто главой исполнительной власти. В большинстве других парламентских демократий главой исполнительной власти является, по крайней мере, номинальным, глава государства будучи при этом обязанным действовать по совету кабинета. В Ирландии, однако, исполнительная власть принадлежит правительству, главой которого является Тишек.
Поскольку Тишек является главой правительства и может увольнять министров по своему усмотрению, многие из полномочий, определённых в законе или конституции, которые должны осуществляться правительством как коллективным органом, на самом деле выполняются по воле Тишека. Правительство почти всегда поддерживает своего главу в принятии важных решений, а во многих случаях часто просто формализует это решение на следующем заседании после того, как оно уже было объявлено. Тем не менее, необходимость коллективного принятия решений на бумаге служит гарантией от неразумного решения, принятого Тишеком.
Исторически сложилось так, что в случае формирования коалиционного правительства, Тишек был лидером крупнейшей партии коалиции. Единственным исключением из этого был Джон Костелло, который не будучи лидером своей партии, согласился возглавить правительство, потому что другие партии отказались принять тогдашнего лидера Фине Гэл Ричарда Мулкахи в качестве Тишека. В 2010 году Брайан Коуэн в разгар крайне непопулярного сокращения государственных расходов после глобального финансового кризиса сохранил свою позицию в качестве Тишека до новых выборов, но уступил пост лидера Фианна Файл Микалу Мартину (который подал в отставку в знак протеста против того, как Коуэн отреагировал на кризис).

## Список должностных лиц
| Президент Исполнительного Совета |               |                                                                 |                 |                 |               |                                          |                                                                          |                                          |                 |                   |
| №                                | Портрет       | Фамилия (Годы жизни) Округ                                      | Срок полномочий | Срок полномочий | Партия        | Исп. Совет состав                        | Исп. Совет состав                                                        | Вице-президент                           | Вице-президент  | Дойл (избран)     |
| 1                                |               | У. Косгрейв (1880–1965) Карлоу—Килкенни до 1927 Корк после 1927 | 6 декабря 1922  | 9 марта 1932    | Гэльская лига | 1-й                                      | ГЛ (меньшинство)                                                         |                                          | Кевин О'Хиггинс | 3-й (1922)        |
| 1                                | Гэльская лига | У. Косгрейв (1880–1965) Карлоу—Килкенни до 1927 Корк после 1927 | 6 декабря 1922  | 9 марта 1932    | 2-й           | ГЛ (меньшинство)                         | 4-й (1923)                                                               |                                          | Кевин О'Хиггинс |                   |
| 1                                | Гэльская лига | У. Косгрейв (1880–1965) Карлоу—Килкенни до 1927 Корк после 1927 | 6 декабря 1922  | 9 марта 1932    | 3-й           | ГЛ (меньшинство)                         | Эрнест Блайт                                                             | 5-й (Июнь 1927)                          |                 |                   |
| 1                                | Гэльская лига | У. Косгрейв (1880–1965) Карлоу—Килкенни до 1927 Корк после 1927 | 6 декабря 1922  | 9 марта 1932    | 4-й           | ГЛ (меньшинство)                         | Эрнест Блайт                                                             | 6-й (Сент. 1927)                         |                 |                   |
| 1                                | Гэльская лига | У. Косгрейв (1880–1965) Карлоу—Килкенни до 1927 Корк после 1927 | 6 декабря 1922  | 9 марта 1932    | 5-й           | ГЛ (меньшинство)                         | Эрнест Блайт                                                             | 6-й (Сент. 1927)                         |                 |                   |
| 2                                |               | Имон де Валера (1882–1975) Клэр                                 | 9 марта 1932    | 29 декабря 1937 | Фианна Файл   | 6-й                                      | ФФ (меньшинство)                                                         |                                          | Ш. Т. О’Келли   | 7-й (1932)        |
| 2                                | 7-й           | Имон де Валера (1882–1975) Клэр                                 | 9 марта 1932    | 29 декабря 1937 | Фианна Файл   | 8-й (1933)                               | ФФ (меньшинство)                                                         |                                          | Ш. Т. О’Келли   |                   |
| 2                                | 8-й           | Имон де Валера (1882–1975) Клэр                                 | 9 марта 1932    | 29 декабря 1937 | Фианна Файл   | 9-й (1937)                               | ФФ (меньшинство)                                                         |                                          | Ш. Т. О’Келли   |                   |
| Тишек                            |               |                                                                 |                 |                 |               |                                          |                                                                          |                                          |                 |                   |
| №                                | Портрет       | Фамилия (Годы жизни) Округ                                      | Срок полномочий | Срок полномочий | Партия        | Кабинет состав                           | Кабинет состав                                                           | Вице-премьер                             | Вице-премьер    | Дойл (избран)     |
| (2)                              |               | Имон де Валера (1882–1975) Клэр                                 | 29 декабря 1937 | 18 февраля 1948 | Фианна Файл   | 1-й                                      | ФФ (меньшинство)                                                         |                                          | Ш. Т. О’Келли   | 9-й ( ···· )      |
| (2)                              | 2-й           | Имон де Валера (1882–1975) Клэр                                 | 29 декабря 1937 | 18 февраля 1948 | Фианна Файл   | ФФ                                       | 10-й (1938)                                                              |                                          | Ш. Т. О’Келли   |                   |
| (2)                              | 3-й           | Имон де Валера (1882–1975) Клэр                                 | 29 декабря 1937 | 18 февраля 1948 | Фианна Файл   | ФФ (меньшинство)                         | 11-й (1943)                                                              |                                          | Ш. Т. О’Келли   |                   |
| (2)                              | 4-й           | Имон де Валера (1882–1975) Клэр                                 | 29 декабря 1937 | 18 февраля 1948 | Фианна Файл   | ФФ                                       |                                                                          | Шон Лемасс                               | 12-й (1944)     |                   |
| 3                                |               | Джон Костелло (1891–1976) Юго-Вост. Дублин                      | 18 февраля 1948 | 13 июня 1951    | Фине Гэл      | 5-й                                      | ФГ–ЛП–КнП–КнТ–НЛП–Нез.                                                   |                                          | Уильям Нортон   | 13-й (1948)       |
| (2)                              |               | Имон де Валера (1882–1975) Клэр                                 | 13 июня 1951    | 2 июня 1954     | Фианна Файл   | 6-й                                      | ФФ (меньшинство)                                                         |                                          | Шон Лемасс      | 14-й (1951)       |
| (3)                              |               | Джон Костелло (1891–1976) Юго-Вост. Дублин                      | 2 июня 1954     | 20 марта 1957   | Фине Гэл      | 7-й                                      | ФГ–ЛП–КнТ                                                                |                                          | Уильям Нортон   | 15-й (1954)       |
| (2)                              |               | Имон де Валера (1882–1975) Клэр                                 | 20 марта 1957   | 23 июня 1959    | Фианна Файл   | 8-й                                      | ФФ                                                                       |                                          | Шон Лемасс      | 16-й (1957)       |
| 4                                |               | Шон Лемасс (1899–1971) Юго-Центр. Дублин                        | 23 июня 1959    | 10 ноября 1966  | Фианна Файл   | 9-й                                      | ФФ                                                                       |                                          | Томас Макэнти   | 16-й (1957)       |
| 4                                | 10-й          | Шон Лемасс (1899–1971) Юго-Центр. Дублин                        | 23 июня 1959    | 10 ноября 1966  | Фианна Файл   | ФФ (меньшинство)                         | 17-й (1961)                                                              |                                          | Томас Макэнти   |                   |
| 4                                | 11-й          | Шон Лемасс (1899–1971) Юго-Центр. Дублин                        | 23 июня 1959    | 10 ноября 1966  | Фианна Файл   | ФФ                                       |                                                                          | Фрэнк Эйкен                              | 18-й (1965)     |                   |
| 5                                |               | Джек Линч (1917–1999) Корк                                      | 10 ноября 1966  | 14 марта 1973   | Фианна Файл   | 12-й                                     | ФФ                                                                       | Фрэнк Эйкен                              | 18-й (1965)     |                   |
| 5                                | 13-й          | Джек Линч (1917–1999) Корк                                      | 10 ноября 1966  | 14 марта 1973   | Фианна Файл   | ФФ                                       |                                                                          | Эрскин Чайлдерс                          | 19-й (1969)     |                   |
| 6                                |               | Лиам Косгрейв (1920–2017) Дун-Лэаре-Ратдаун                     | 14 марта 1973   | 5 июля 1977     | Фине Гэл      | 14-й                                     | ФГ–ЛП                                                                    |                                          | Брендан Кориш   | 20-й (1973)       |
| (5)                              |               | Джек Линч (1917–1999) Корк                                      | 5 июля 1977     | 11 декабря 1979 | Фианна Файл   | 15-й                                     | ФФ                                                                       |                                          | Джордж Колли    | 21-й (1977)       |
| 7                                |               | Чарльз Хоги (1925–2006) Артейн                                  | 11 декабря 1979 | 30 июня 1981    | Фианна Файл   | 16-й                                     | ФФ                                                                       |                                          | Джордж Колли    | 21-й (1977)       |
| 8                                |               | Гаррет Фицджеральд (1926–2011) Юго-Вост. Дублин                 | 30 июня 1981    | 9 марта 1982    | Фине Гэл      | 17-й                                     | ФГ–ЛП (меньшинство)                                                      |                                          | Майкл О’Лири    | 23-й (1981)       |
| (7)                              |               | Чарльз Хоги (1925–2006) Сев. Центр. Дублин                      | 9 марта 1982    | 14 декабря 1982 | Фианна Файл   | 18-й                                     | ФФ (меньшинство)                                                         |                                          | Рей Макшарри    | 23-й (Февр. 1982) |
| (8)                              |               | Гаррет Фицджеральд (1926–2011) Юго-Вост. Дублин                 | 14 декабря 1982 | 10 марта 1987   | Фине Гэл      | 19-й                                     | ФГ–ЛП ФГ (меньшинство) после января 1987                                 |                                          | Дик Спринг      | 24-й (Ноябр.1982) |
| (8)                              | Питер Бэрри   | Гаррет Фицджеральд (1926–2011) Юго-Вост. Дублин                 | 14 декабря 1982 | 10 марта 1987   | Фине Гэл      | 19-й                                     | ФГ–ЛП ФГ (меньшинство) после января 1987                                 |                                          |                 | 24-й (Ноябр.1982) |
| (7)                              |               | Чарльз Хоги (1925–2006) Сев.-Централ. Дублин                    | 10 марта 1987   | 11 февраля 1992 | Фианна Файл   | 20-й                                     | ФФ (меньшинство)                                                         |                                          | Брайен Ленихан  | 25-й (1987)       |
| (7)                              | 21-й          | Чарльз Хоги (1925–2006) Сев.-Централ. Дублин                    | 10 марта 1987   | 11 февраля 1992 | Фианна Файл   | ФФ–ПД                                    | 26-й (1989)                                                              |                                          | Брайен Ленихан  |                   |
| (7)                              | 21-й          | Чарльз Хоги (1925–2006) Сев.-Централ. Дублин                    | 10 марта 1987   | 11 февраля 1992 | Фианна Файл   | ФФ–ПД                                    | 26-й (1989)                                                              | Джон Уилсон                              |                 |                   |
| 9                                |               | Альберт Рейнольдс (1932–2014) Лонгфорд—Роскоммон                | 11 февраля 1992 | 15 декабря 1994 | Фианна Файл   | 22-й                                     | 26-й (1989)                                                              | ФФ–ПД ФФ (меньшинство) после ноября 1992 |                 |                   |
| 9                                | 23-й          | Альберт Рейнольдс (1932–2014) Лонгфорд—Роскоммон                | 11 февраля 1992 | 15 декабря 1994 | Фианна Файл   | ФФ–ЛП ФФ (меньшинство) после ноября 1994 |                                                                          | Дик Спринг                               | 27-й (1992)     |                   |
| 9                                | 23-й          | Альберт Рейнольдс (1932–2014) Лонгфорд—Роскоммон                | 11 февраля 1992 | 15 декабря 1994 | Фианна Файл   | ФФ–ЛП ФФ (меньшинство) после ноября 1994 | Берти Ахерн                                                              |                                          | 27-й (1992)     |                   |
| 10                               |               | Джон Братон (1947—2024) Мит                                     | 15 декабря 1994 | 26 июня 1997    | Фине Гэл      | 24-й                                     | ФГ–ЛП–ДЛ                                                                 |                                          | 27-й (1992)     | Дик Спринг        |
| 11                               |               | Берти Ахерн (род. 1951) Центр. Дублин                           | 26 июня 1997    | 7 мая 2008      | Фианна Файл   | 25-й                                     | ФФ–ПД (меньшинство)                                                      |                                          | Мэри Харни      | 28-й (1997)       |
| 11                               | 26-й          | Берти Ахерн (род. 1951) Центр. Дублин                           | 26 июня 1997    | 7 мая 2008      | Фианна Файл   | ФФ–ПД                                    | 29-й (2002)                                                              |                                          | Мэри Харни      |                   |
| 11                               | 26-й          | Берти Ахерн (род. 1951) Центр. Дублин                           | 26 июня 1997    | 7 мая 2008      | Фианна Файл   | ФФ–ПД                                    | 29-й (2002)                                                              | Майкл Макдауэлл                          |                 |                   |
| 11                               | 27-й          | Берти Ахерн (род. 1951) Центр. Дублин                           | 26 июня 1997    | 7 мая 2008      | Фианна Файл   | ФФ–ЗП–ПД                                 |                                                                          | Брайан Коуэн                             | 30-й (2007)     |                   |
| 12                               |               | Брайан Коуэн (род. 1960) Лиишь—Оффали                           | 7 мая 2008      | 9 марта 2011    | Фианна Файл   | 28-й                                     | ФФ–ЗП–ПД ФФ–ЗП–Нез. после ноября 2009 ФФ (меньшинство) после января 2011 |                                          | 30-й (2007)     | Мэри Куглан       |
| 13                               |               | Энда Кенни (род. 1951) Мейо                                     | 9 марта 2011    | 14 июня 2017    | Фине Гэл      | 29-й                                     | ФГ–ЛП                                                                    |                                          | Имон Гилмор     | 31-й (2011)       |
| 13                               | Джоан Бёртон  | Энда Кенни (род. 1951) Мейо                                     | 9 марта 2011    | 14 июня 2017    | Фине Гэл      | 29-й                                     | ФГ–ЛП                                                                    |                                          |                 | 31-й (2011)       |
| 13                               | 30-й          | Энда Кенни (род. 1951) Мейо                                     | 9 марта 2011    | 14 июня 2017    | Фине Гэл      | ФГ–Нез. (меньшинство)                    |                                                                          | Фрэнсис Фицджеральд                      | 32-й (2016)     |                   |
| 14                               |               | Лео Варадкар (род. 1979) Зап. Дублин                            | 14 июня 2017    | 27 июня 2020    | Фине Гэл      | 31-й                                     | ФГ–Нез. (меньшинство)                                                    | Фрэнсис Фицджеральд                      | 32-й (2016)     |                   |
| 14                               | Саймон Ковни  | Лео Варадкар (род. 1979) Зап. Дублин                            | 14 июня 2017    | 27 июня 2020    | Фине Гэл      | 31-й                                     | ФГ–Нез. (меньшинство)                                                    |                                          | 32-й (2016)     |                   |
| 15                               |               | Михол Мартин (род. 1960) Корк                                   | 27 июня 2020    | 17 декабря 2022 | Фианна Файл   | 32-й                                     | ФФ–ФГ–ЗП                                                                 |                                          | Лео Варадкар    | 33-й (2020)       |
| (14)                             |               | Лео Варадкар (род. 1979) Зап. Дублин                            | 17 декабря 2022 | 9 апреля 2024   | Фине Гэл      | 33-й                                     | ФГ–ФФ–ЗП                                                                 |                                          | Михол Мартин    | 33-й (2020)       |
| 16                               |               | Саймон Харрис (род. 1986) Уиклоу                                | 9 апреля 2024   | 23 января 2025  | Фине Гэл      | 34-й                                     | ФГ–ФФ–ЗП                                                                 |                                          | Михол Мартин    | 33-й (2020)       |
| (15)                             |               | Михол Мартин (род. 1960) Корк                                   | 23 января 2025  | действующий     | Фианна Файл   | 35-й                                     | ФФ–ФГ–Нез.                                                               |                                          | Саймон Харрис   | 34-й (2024)       |

## Заметки
1. 1 2 3 4  Статья 13.1.1 ° и Статья 28.5.1 ° Конституции Ирландии Архивная копия от 1 сентября 2015 на Wayback Machine. Последнее положение гласит: «The head of the Government, or Prime Minister, shall be called, and is in this Constitution referred to as, the Taoiseach.»
2. ↑  Один из примеров использования альтернативного варианта отставки произошел в январе 1982 года, когда тогдашнее коалиционное правительство Гаррета Фицджеральда проиграло голосование по бюджету. Смотри: RTE Election 2007 - 1980s (англ.). RTÉ (2007). Дата обращения: 15 мая 2019. Архивировано из оригинала 10 мая 2007 года.
3. ↑  As we cannot name the first Celtic chieftain who consented to change his style of Toshach and his patriarchal sway for the title and stability of King’s Thane of Cawdor, so it is impossible to fix the precise time when their ancient property and offices were acquired. Смотри: John Frederick Vaughan Campbell Cawdor.  / Ed.: Innes Cosmo. — Spalding Club, 1859. — Vol. 1236. — 471 p.
4. ↑  .Tartan Details - Toshach (англ.). Scottish Register of Tartans. — «Toshach is an early Celtic title given to minor territorial chiefs in Scotland (note Eire Prime Minister's official title is this).» Дата обращения: 27 июня 2013. Архивировано из оригинала 2 декабря 2013 года.
5. ↑  An early word meaning 'leader' appears on a 5th- or 6th-century inscribed stone as both ogam Irish and British genitive TOVISACI: tywysog now means 'prince' in Welsh, the regular descriptive title used for Prince Charles, for example; while in Ireland, the corresponding Taoiseach is now the correct title, in both Irish and English, for the Prime Minister of the Irish Republic (Éire). Смотри: John Thomas Koch. Celtic Culture: a Historical Encyclopedia. — ABC-CLIO, 2006. — 2128 p. — ISBN 9781851094400.
6. ↑  Среди самых известных случаев увольнений министров можно назвать отставку Чарльз Хоги и Нила Блейни за предполагаемую причастность к заговору с целью контрабанды оружия для Ирландской республиканской армии в 1970 году, Брайана Ленихана в 1990 году и Альберта Рейнольдса, Падрейга Флинна и Маира Геогеган-Куинна в 1991 году.
7. ↑  Косгрейв возглавил ирландское правительство 22 августа 1922 года и руководил им в переходный период до 6 декабря 1922 года, когда Ирландия стала официально независимой.
8. ↑  Де Валера также возглавлял революционное ирландское правительство с 1 апреля 1919 по 9 января 1922